# Žan Tabak
Žan Tabak (Split, Croàcia, 15 de juny de 1970) és un exjugador de bàsquet croat, actualment entrenador. Amb 2,13 metres d'altura ocupava la posició de pivot.

## Carrera esportiva

### Com a jugador
Pertanyent al planter de la Jugoplastika Split, va jugar en l'equip de la seva ciutat entre 1985 i 1992, on va coincidir amb jugadors de la talla de Toni Kukoc o Dino Radja, amb els que va guanyar en tres ocasions consecutives la Copa d'Europa de Bàsquet, entre els anys 1989 i 1991. Va ser elegit en el lloc 51è del Draft de l'NBA del 1991 per Houston Rockets. No obstant això va continuar jugant un any més a Split, per a l'any següent fitxar pel Libertas Livorno de la lliga italiana, passant a la temporada següent a les files del Recoaro Milano.
Tres anys després d'haver estat seleccionat en el draft, i amb 9 de carrera professional, Tabak va signar amb Houston Rockets l'any 1994. La seva temporada de rookie no va ser gaire productiva, ja que amb prou feines va comptar amb la confiança de l'entrenador, limitant-se a donar uns pocs minuts de descans al pivot titular, Hakeem Olajuwon. Tot i això, aquest any va guanyar el seu únic anell de campió de l'NBA.
A l'any següent va ser inclòs en el draft d'expansió, sent triat per Toronto Raptors. Allí va aconseguir més minuts de joc, però una fascitis plantar li va fer perdre gairebé del tot la seva segona temporada al Canadà. La temporada següent va ser traspasat als Boston Celtics, però una nova lesió el va mantenir allunyat de les pistes un bon nombre de partidos. A l'any següent va tornar a Europa per jugar al Fenerbahçe turc, tornant a l'NBA en la temporada 1999-00, signant amb Indiana Pacers per donar minuts a Rik Smits. Després d'una gran temporada de l'equip, aconsegueixen arribar a les finals, caient davant els Lakers a la final. La següent temporada seria l'última als Estats Units.
El 2001 torna a Europa, concretament al Reial Madrid, fitxant la temporada següent pel Joventut de Badalona, amb una mitjana de 12,6 punts, 7,4 rebots i 1,6 assistències, malgrat els seus continus problemes amb les lesions. Finalment al 2005 fitxa per l'Unicaja de Màlaga, on solament jugaria sis partits de la lliga regular, però ajudaria a que l'equip es fes amb la Copa del Rei de Bàsquet d'aquesta temporada. Les lesions van posar finalment fi a la seva carrera.

### Com a entrenador
Després retirar-se del bàsquet actiu va acceptar el lloc d'observador per a Europa dels New York Knicks. La temporada 2007-08 signa com a entrenador assistent de Joan Plaza en el Reial Madrid, i una temporada més tard acompanya al Plaza com a entrenador assistent del CB Sevilla.
Debuta com a entrenador principal l'any 2011, després de fitxar pel CB Sant Josep Girona de la lliga LEB Or. Al curs següent es va fer càrrec del Trefl Sopot, un dels equips punters a Polònia, club del que va sortir per posar-se al capdavant del Baskonia, llavors denominat Caja Laboral, després de la destitució de Dusko Ivanovic en el mes de novembre de 2012. Com tècnic dels vitorians va tenir una arrencada fulgurant amb 17 triomfs consecutius entre Lliga Endesa i Eurolliga. Va concloure la campanya amb un balanç de 21 - 8 a la competició domèstica i de 12 - 10 a la continental, caient en quarts de final de l'ACB contra el Gran Canària i en la mateixa ronda d'Eurolliga contra el CSKA de Moscou.
El juliol de 2014 va signar com a entrenador assistent del Reial Madrid per a la temporada 2014-2015. A més, també va formar part del cos tècnic de la selecció de Croàcia a la Copa del Món que es va disputar a 2014. En juliol de 2015 es converteix en entrenador del Bàsquet Fuenlabrada de la Lliga Endesa, entrenant durant 6 jornades l'equip madrileny, fins que rep una oferta del Maccabi Tel Aviv de la lliga lsraeliana. En juliol de 2016 signa amb el nou projecte del Betis Energia Plus, rescindint el seu contracte en el mes d'abril de la mateixa temporada a causa de la mala ratxa de resultats.
La temporada 2019-20 és contractat pel Stelmet Enea BC Zielona de la lliga polonesa.